# Beléms palats
Beléms palats (portugisiska: Palácio de Belém), tidigare Palácio Nacional de Belém, är sedan 1910 tjänstebostad för Portugals president. 
Palatset uppfördes på 1700-talet och var den tidigare portugisiska kungafamiljens bostad.